# Мала Сивуля
Мала́ Сиву́ля — гора в Українських Карпатах, в масиві Ґорґани. Одна з вершин хребта Сивуля. Розташована в Івано-Франківській області, на межі Івано-Франківського та Калуського районів, на вододілі верхів'їв річок Лімниці та Бистриці Солотвинської. На північно-західних схилах гори бере початок гірський потік Лопушна.

## Опис
Висота гори — 1818,5 м. Складається з пісковиків. Привершинні схили покриті кам'яними розсипищами й осипищами пісковикових уламків розміром до 3 м. Північні схили дуже круті, урвисті. Рослинність до висоти 1400—1600 м представлена ялиновими лісами, вище — криволісся з сосни гірської (жерепу). Відкриті кам'яні розсипища вкриті лишайниками і мохами.
На північний захід від Малої Сивулі розташована Велика Сивуля (1836 м), на південь — витоки річки Бистриці Солотвинської та Урвище Пекло.
Найближчі населені пункти: Осмолода, Стара Гута, Бистриця.

## Фотографії

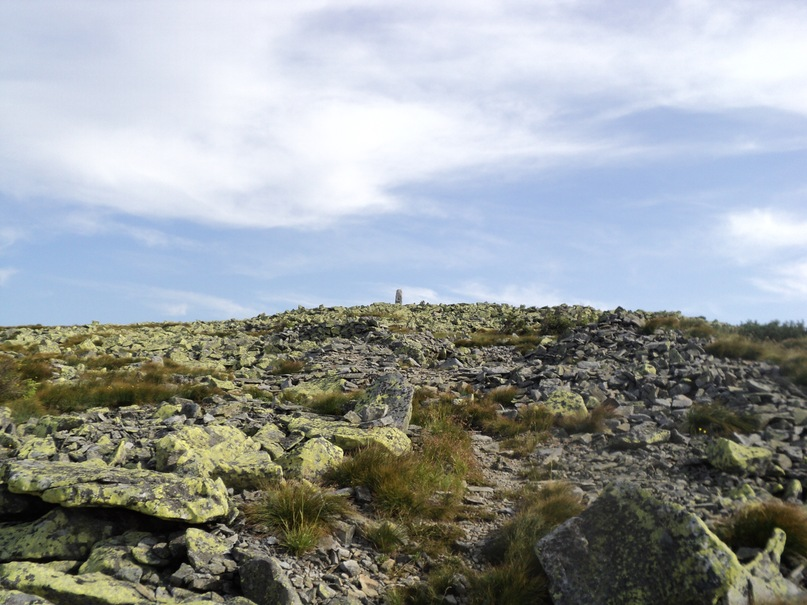
Осипища Малої Сивулі
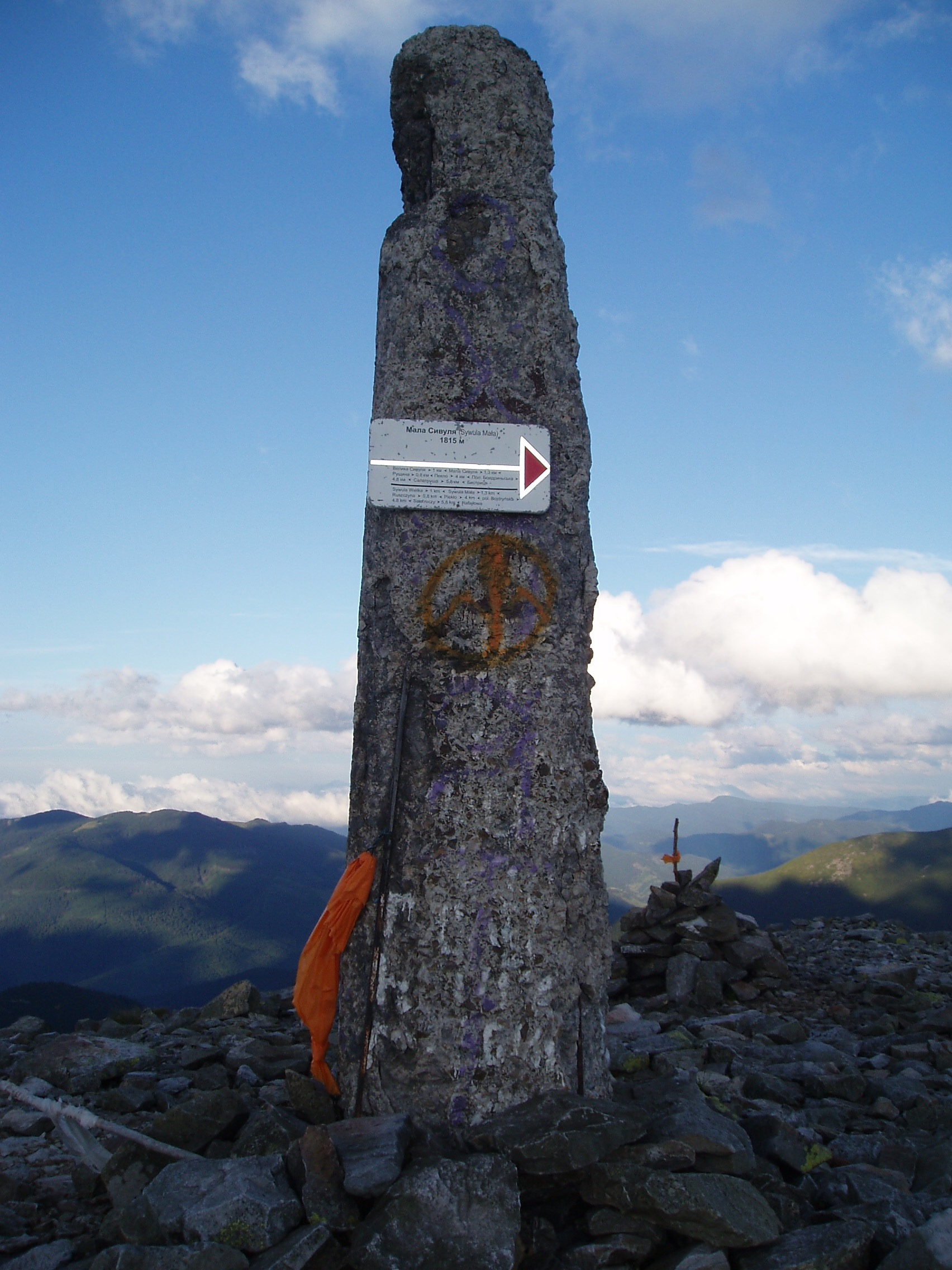
Стовп на вершині Сивулі (2006 р.)
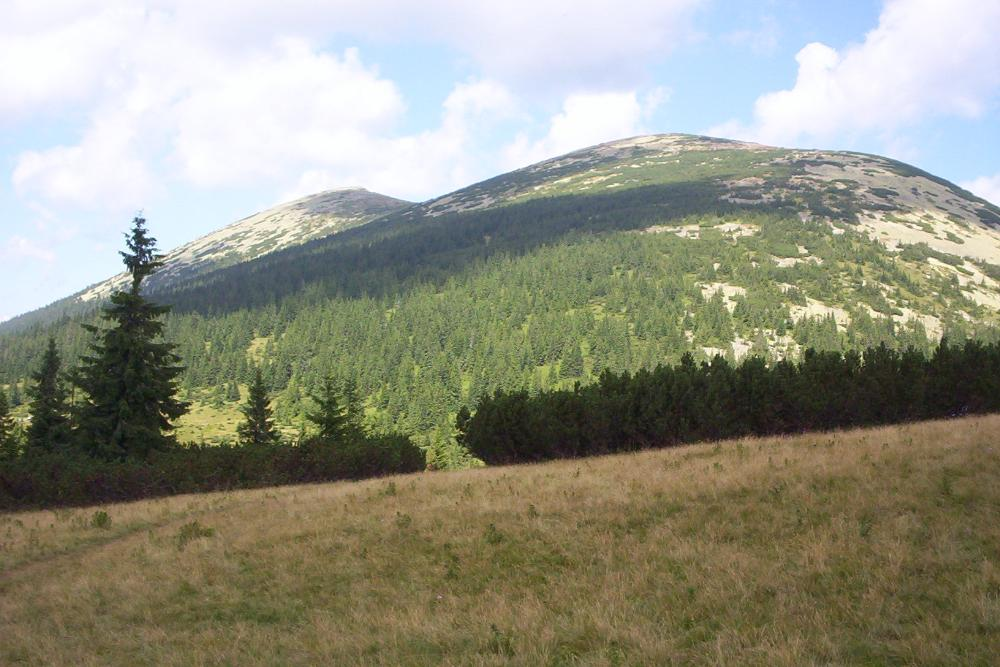
Сивуля на підході до Пекла